# 埃西尔
51°57′18″N 66°24′30″E / 51.95495°N 66.40841°E
埃西尔是哈萨克斯坦阿克莫拉州的一个城镇，海拔212米，2012年人口13,504。